# Abarth 695 Tributo Ferrari
De Abarth 695 Tributo Ferrari is een gelimiteerde wagen van het Italiaanse automerk Abarth, in samenwerking met Ferrari. De wagen werd in 2009 voorgesteld en is gebaseerd op de Abarth 500. De 1.4 liter-motor uit laatstgenoemde werd aangepast van 135 naar 180 pk waardoor deze variant een topsnelheid heeft van 225 km/u.
Van de 1199 (kleur Rood) 299 (kleur geel) 99 (grijs) 99 (blauw) (gemaakte modellen waren er 15 bestemd voor Nederlandse klanten.